# متحف المرأة في كاليفورنيا
يقع متحف المرأة في كاليفورنيا (WMBFC) في مدينة سان دييغو، كما ويعرف المتحف بأنه غير ربحي مختص بتاريخ المرأة على مر العصور. كما أُنشئ المتحف عام 1983م، وأطلق عليه في البداية اسم مشروع استصلاح تاريخ المرأة ثم سمي متحف تاريخ المرأة وأخيرا المركز التعليمي. ساهم متحف المرأة في كاليفورنيا بإنشاء وتنظيم قاعة المشاهير من النساء في مقاطعة سان دييغو، بالإضافة للمساهمة بتقديم العروض والبرامج، ويحتوي هذا المتحف في منطقة ليبرتي ستيشن [الإنجليزية] على معرض وأرشيف ومكتبة ومتجر تضم الكثير من المحفوظات التي صنعتها النساء على وجه الخصوص، بالإضافة إلى إلقاء العديد من المحاضرات شهرياً.